# جاي صموئيل كوك
جاي صموئيل كوك (بالإنجليزية: J. Samuel Cook)‏ هو كاتب وصحفي أمريكي، ولد في 12 نوفمبر 1983.